# فوچسیا بولیویانا
 فوچسیا بولیویانا(نام علمی: Fuchsia boliviana) نام یک گونه از سرده گل گوشواره است.